# Johnny Carrasco
Johnny Igradil Carrasco Cerda (Santiago, 17 de febrero de 1952) es un profesor y político chileno, militante del Partido Socialista. Desde 1992 hasta 2021, ejerció como alcalde de la comuna de Pudahuel durante siete períodos consecutivos.

## Biografía
En 1959, llegó a vivir a los actuales territorios de la comuna de Pudahuel, que en ese tiempo se llamaban Barrancas, instalándose en la Población La Estrella que naciera de una toma de terrenos.
Realizó sus estudios básicos en la Escuela N°159, que hoy lleva el nombre de Francisco Ochagavía y sus estudios secundarios en el Liceo Integral n°1 y finalmente como alumno libre en el Liceo A 86.

## Vida política
Pese a su formación en el movimiento Juventud Obrera católica. Ingresó a los 17 años al PS, convirtiéndose en dirigente social, en 1983 fue detenido por la CNI.
Militó en la Izquierda Cristiana de Chile, durante el periodo de dictadura. Fue funcionario de la Vicaria de Pastoral Obrera.
En 1992, se presenta en las primeras elecciones municipales realizadas desde el retorno a la democracia por la comuna de Pudahuel, donde pese a no obtener la mayoría, fue elegido por los concejales como alcalde.

## Historial electoral

### Elecciones municipales de 2000
- Elecciones municipales de 2000, Pudahuel[1]

| Candidato                    | Pacto                                      | Partido | Votos  | %     | Resultado |
| ---------------------------- | ------------------------------------------ | ------- | ------ | ----- | --------- |
| Johnny Carrasco Cerda        | Concertación de Partidos por la Democracia | PS      | 27.814 | 48,25 | Alcalde   |
| Bernardo Norambuena González | Alianza por Chile                          | UDI     | 13.785 | 23,91 | Concejal  |
| Guillermo Flores Opazo       | Concertación de Partidos por la Democracia | PPD     | 3.022  | 5,24  | Concejal  |
| Sonia Oyarzún Elgueta        | Concertación de Partidos por la Democracia | PPD     | 2.361  | 4,10  | Concejala |
| José Ávila Acevedo           | Concertación de Partidos por la Democracia | PDC     | 2.311  | 4,01  | Concejal  |
| Mónica Sánchez Aceituno      | Concertación de Partidos por la Democracia | PS      | 777    | 1,35  | Concejala |
| Blanca Balmaceda Gajardo     | Concertación de Partidos por la Democracia | PDC     | 479    | 0,83  | Concejala |
| Ricardo Sáez Valenzuela      | Alianza por Chile                          | UDI     | 474    | 0,82  | Concejal  |

### Elecciones municipales de 2004
- Elecciones municipales de 2004, Alcalde de Pudahuel[2]

| Candidato              | Pacto                          | Partido | Votos  | %     | Resultado |
| ---------------------- | ------------------------------ | ------- | ------ | ----- | --------- |
| Johnny Carrasco Cerda  | Concertación por la Democracia | PS      | 37.416 | 66,81 | Alcalde   |
| Manuel Melero Abaroa   | Alianza                        | UDI     | 12.769 | 22,80 |           |
| Marta Godoy Henríquez  | Juntos Podemos Más             | PCCh    | 3.508  | 6,26  |           |
| Rosa Balmaceda Gajardo | Independiente fuera de pacto   | IND     | 2.307  | 4,12  |           |

### Elecciones municipales de 2008
- Elecciones municipales de 2008, Alcalde de Pudahuel[3]

| Candidato               | Pacto                    | Partido | Votos  | %     | Resultado |
| ----------------------- | ------------------------ | ------- | ------ | ----- | --------- |
| Johnny Carrasco Cerda   | Concertación Democrática | PS      | 39.104 | 66,41 | Alcalde   |
| John Reid Echenique     | Alianza                  | UDI     | 14.446 | 24,53 |           |
| Carlos Carrasco Jiménez | Juntos Podemos Más       | ILD     | 5.333  | 9,06  |           |

### Elecciones municipales de 2012
- Elecciones municipales de 2012, Alcalde de Pudahuel[4]

| Candidato                  | Pacto                          | Partido | Votos  | %     | Resultado |
| -------------------------- | ------------------------------ | ------- | ------ | ----- | --------- |
| Johnny Carrasco Cerda      | Concertación Democrática       | PS      | 30.502 | 63,57 | Alcalde   |
| Cristián Norambuena Castro | Coalición                      | UDI     | 11.976 | 24,95 |           |
| Pedro Fuentes Estrada      | Regionalistas e Independientes | ILB     | 5.503  | 11,46 |           |

### Elecciones municipales de 2016
- Elecciones municipales de 2016, Alcalde de Pudahuel[5]

| Candidato                   | Pacto                  | Partido | Votos  | %     | Resultado |
| --------------------------- | ---------------------- | ------- | ------ | ----- | --------- |
| Johnny Carrasco Cerda       | Nueva Mayoría          | PS      | 18.301 | 50,10 | Alcalde   |
| Cristián Norambuena Castro  | Chile Vamos            | UDI     | 11.128 | 30,46 |           |
| Tamara Norambuena Arancibia | Pueblo Unido           | ILM     | 5.164  | 14,14 |           |
| Hugo Norambuena Rodríguez   | Yo Marco por el Cambio | PRO     | 1.939  | 5,31  |           |